# HNK Šibenik

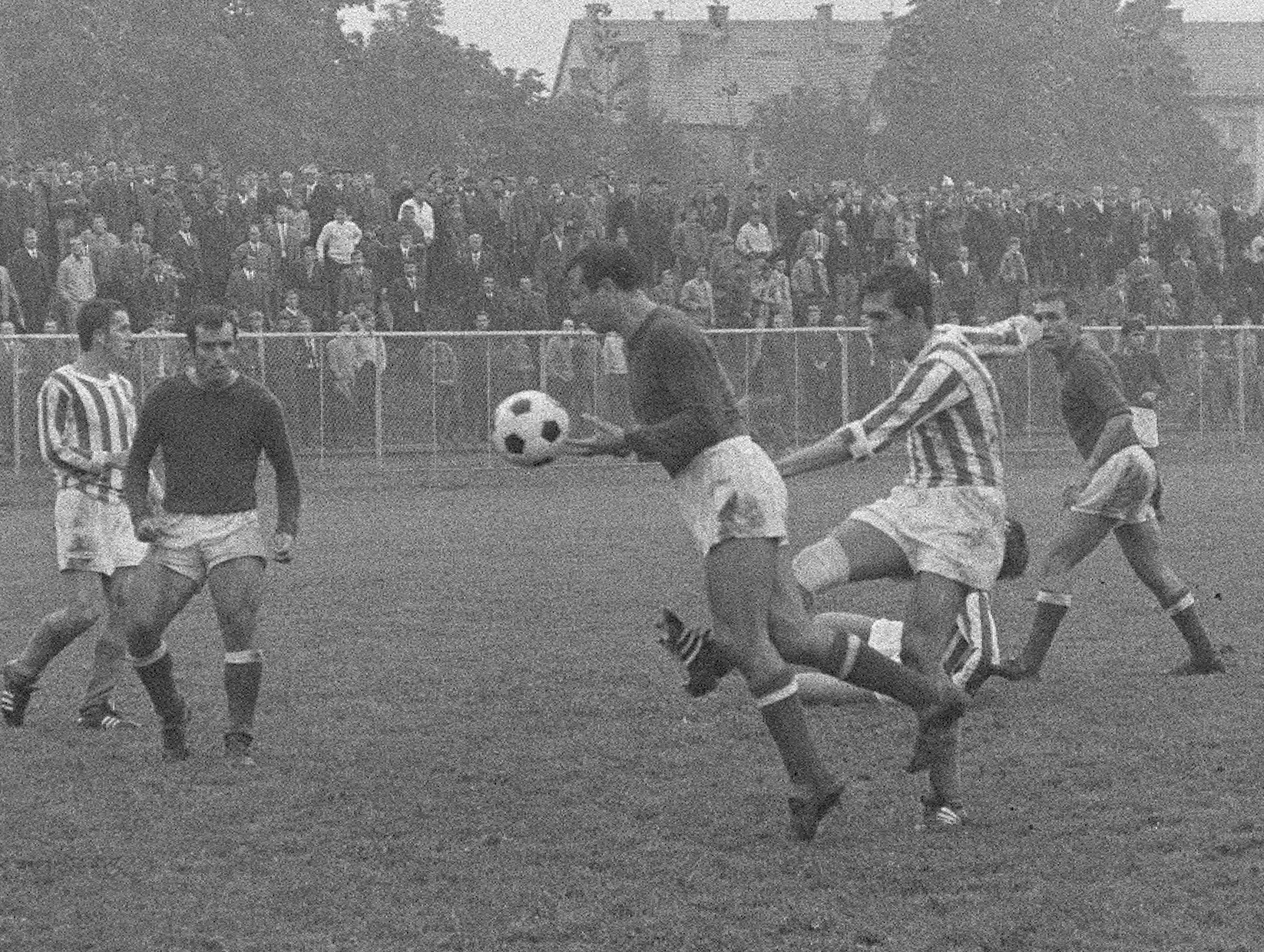
NK Železničar Maribor vs HNK Šibenik en septiembre de 1969 por la Segunda Liga de Yugoslavia.

El HNK Šibenik es un equipo de fútbol de Croacia. Está situado en la ciudad de Šibenik de la provincia de Dalmacia, y juega actualmente en la Druga HNL.

## Historia
El club se fundó en 1932 como NK Šibenik, y no destaca como equipo importante durante el tiempo que Croacia perteneció a la Yugoslavia. Con la independencia de Croacia, el equipo pasa a ser uno de los clubes debutantes en la nueva Prva HNL y añade a su nombre la palabra Hrvatski (croata), pasando a ser HNK Šibenik.
Durante las 2 primeras temporadas de la nueva liga el equipo fue colista, aunque no descendió debido a que no había más divisiones. Con el formato consolidado, comienza a mantenerse en la Primera División, hasta que el Šibenik desciende finalmente en la campaña 2002-03 a la Druga HNL.
Regresaría a la máxima categoría en la temporada 2006-07, y en su vuelta queda en la mejor posición de su historia, un cuarto lugar. Actualmente el club lucha por permanecer en la categoría y consolidarse.

## Uniforme
- Patrocinador:
- Uniforme titular: Camiseta, pantalón y medias naranjas.
- Uniforme alternativo: Camiseta naranja, pantalón y medias blancas.

## Estadio
El HNK Šibenik juega sus partidos como local en el Stadion Šubićevac, un campo para 8000 personas. El nombre del estadio se debe a la casa noble de los Šubić

## Jugadores

### Jugadores destacados
| - Petar Nadoveza (1959–1963) - Krasnodar Rora (1962–1964) - Nikica Cukrov (1971–1975) - Goran Pauk (1980–1987, 1988–1993) - Petar Nikezić (1982–1984) - Dean Računica (1986–1992) - Slaven Bilić (1988–1989) - Tomislav Erceg (1990–1991) - Mate Baturina (1993–1996) - Ylli Shehu (1994–1995) - Mario Jurić (1995–1999, 2007) - Amarildo Zela (1996–1997) |  | - Ivica Križanac (1997–1998) - Joško Popović (1997–1999) - Krunoslav Rendulić (1997–1999) - Mate Maleš (2003–2007) - Ante Rukavina (2004–2007) - Gordon Schildenfeld (2001–2007) - Nikola Kalinić (2006–2007) - Ermin Zec (2007–2010) - Mehmed Alispahić (2008–2011, 2016–2017, 2017–2018) - Samir Duro (2009) - Daniel Georgievski (2010–2012) |

## Entrenadores
- Nikica Cukrov (1992)
- Franjo Džidić (1992–93)
- Krasnodar Rora (1992–93)
- Branko Tucak (1993–94)
- Ivica Matković (1993–94)
- Ivica Šangulin (1994–95)
- Rajko Magić (1994–95)
- Željko Maretić (1995–96)
- Vinko Begović (1996–97)
- Željko Maretić (1997–98)
- Ivan Buljan (1998)
- Stipe Kedžo (1998)
- Rajko Magić (1998–99)
- Stanko Mršić (1999)
- Anđelko Godinić (1999)
- Goran Krešimir Vidov (1999)
- Željko Maretić (1999–00)
- Vjekoslav Lokica (2000)
- Milo Nižetić (2000–01)
- Vjekoslav Lokica (2001–02)
- Franko Bogdan (2002)
- Stanko Mršić (2002–03)
- Luka Bonačić (2003)
- Franko Bogdan (2003–04)
- Milan Petrović (2004)
- Petar Bakotić (2004–05)
- Ivan Pudar (2005–07)
- Anel Karabeg (2007)
- Ivica Kalinić (2007–09)
- Anđelko Godinić (2009)
- Branko Karačić 2009–10)
- Anđelko Godinić (2010)
- Vjekoslav Lokica (2010–11)
- Goran Tomić (2011-13)
- Ivo Šupe (2013)
- Damir Petravić (2013)
- Ivan Bulat (interino) (2013)
- Nikica Cukrov (2013–2014)
- Damir Petravić (2014)
- Mirko Labrović (2014–2016)
- Krešimir Sunara (2016)
- Goran Tomić (2016)
- Ivan Katalinić (2016)
- Anđelko Godinić (2016)
- Stipe Balajić (2016–2017)
- Zoran Slavica (2017)
- Borimir Perković (2017–2019)
- Krunoslav Rendulić (2019–2020)
- Sergio Escobar Cabus (2021)
- Mario Rosas (2021-2022)
- Ferdo Milin (2022)
- Marko Kartelo (interino) (2022)
- Marko Kartelo (2022)
- Ivica Matas (interim) (2022)
- Dean Računica (2022)
- Damir Čanadi (2022)
- Mario Cvitanović (2022–2023)
- Damir Čanadi (2023–)

## Récord europeo
| Torneo             | J | G | E | P | GF | GC | Última aparición |
| ------------------ | - | - | - | - | -- | -- | ---------------- |
| UEFA Europa League | 4 | 2 | 1 | 1 | 5  | 3  | 2010–11          |
| Total              | 4 | 2 | 1 | 1 | 5  | 3  |                  |

| Temporada | Torneo        | Ronda            | Club             | Casa      | Visita | Global |
| --------- | ------------- | ---------------- | ---------------- | --------- | ------ | ------ |
| 2010–11   | Europa League | Clasificatoria 1 | Sliema Wanderers | 0–0       | 3–0    | 3–0    |
| 2010–11   | Europa League | Clasificatoria 2 | Anorthosis       | 0–3 (t.e) | 2–0    | 2–3    |